# Béatrice Dalle
Béatrice Dalle, pseudonimo di Béatrice Cabarrou (Brest, 19 dicembre 1964), è un'attrice francese.

## Biografia
Attiva come modella, a metà degli anni ottanta conosce il produttore Jean-Jacques Beineix, che la inserisce nel cast del film Betty Blue (1986), per il quale ottiene la candidatura al Cesar come migliore attrice protagonista, dando il via a una carriera che la porta ad apparire come protagonista in vari film francesi. 
Si afferma a livello internazionale con il film Taxisti di notte (1991) di Jim Jarmusch. Nel 1997 recita in The Blackout di Abel Ferrara, il suo primo film prodotto negli Stati Uniti, che si rivela però un insuccesso. Scritturata per affiancare Bruce Willis ne Il sesto senso (1998), viene licenziata dopo che il suo permesso di lavoro è revocato, essendo considerata "un'immigrante indesiderata", per via dei suoi numerosi arresti. Nel 2001 appare nel controverso film Cannibal Love - Mangiata viva, diretto da Claire Denis, dove interpreta il ruolo di una cannibale.

## Filmografia

### Cinema
- Betty Blue (37°2 le matin), regia di Jean-Jacques Beineix (1986)
- Domani la banca apre alle nove (On a volé Charlie Spencer!), regia di Francis Huster (1986)
- La visione del sabba, regia di Marco Bellocchio (1988)
- Chimère, regia di Claire Devers (1989)
- Les bois noirs, regia di Jacques Deray (1989)
- La vendetta di una donna, (La vengeance d'une femme), regia di Jacques Doillon (1990)
- Taxisti di notte (Night on Earth), regia di Jim Jarmusch (1991)
- La belle histoire, regia di Claude Lelouch (1992)
- La fille de l'air, regia di Meroun Bagdadi (1992)
- J'ai pas sommeil, regia di Claire Denis (1994)
- Fino alla follia (A la folie), regia di Diane Kurys (1994)
- Désiré, regia di Berard Murat (1996)
- Clubbed to Death (Lola), regia di Yolande Zauberman (1996)
- Blackout (The Blackout), regia di Abel Ferrara (1997)
- Al limite (Al límite), regia di Eduardo Campoy (1997)
- Toni, regia di Philomène Esposito (1999)
- Cannibal Love - Mangiata viva (Trouble Every Day), regia di Claire Denis (2001)
- H Story, regia di Nobuhiro Suwa (2001)
- 17 fois Cécile Cassard, regia di Christophe Honoré (2002)
- Tamala 2010: A Punk Cat in Space, regia di T.o.L (Voce) (2002)
- Il tempo dei lupi (Le Temps du loup), regia di Michael Haneke (2003)
- Process, regia di C.S. Leigh (2004)
- Clean, regia di Olivier Assayas (2004)
- Bab el shams, regia di Yousry Nasrallah (2004)
- L'Intrus, regia di Claire Denis (2004)
- Dans tes rêves, regia di Denis Thybaud (2005)
- Tête d'or, regia di Gilles Blanchard (2006)
- Truands, regia di Frédéric Schoendoerffer (2007)
- Inside - À l'intérieur (À l'intérieur), regia di Alexandre Bustillo e Julien Maury (2007)
- Les bureaux de Dieu, regia di Claire Simon (2008)
- Domaine, regia di Patric Chiha (2009)
- Jimmy Rivière, regia di Teddy Lussi-Modeste (2011)
- Livide, regia di Alexandre Bustillo e Julien Maury (2011)
- Notre paradis, regia di Gaël Morel (2011)
- Bye Bye Blondie, regia di Virginie Despentes (2011)
- L'étoile du jour, regia di Sophie Blondy (2012)
- Meine Schwestern, regia di Lars Kraume (2013)
- Le renard jaune, regia di Jean-Pierre Mocky (2013)
- Les rencontres d'après minuit, regia di Yann Gonzalez (2013)
- Aux yeux des vivants, regia di Alexandre Bustillo e Julien Maury (2014)
- Rosenn, regia di Yvan Le Moine (2014)
- The ABCs of Death 2, episodio X, regia di Alexandre Bustillo e Julien Maury (2015)
- Chacun sa vie, regia di Claude Lelouch (2017)
- The Happy Prince - L'ultimo ritratto di Oscar Wilde (The Happy Prince), regia di Rupert Everett (2018)
- Bonhomme, regia di Marion Vernoux (2018)
- Lux æterna, regia di Gaspar Noé (2019)
- La Vertu des impondérables, regia di Claude Lelouch (2019)
- Toute ressemblance..., regia di Michel Denisot (2019)
- L'amour c'est mieux que la vie, regia di Claude Lelouch (2021)
- La bestia nella giungla (La Bête dans la jungle), regia di Patric Chiha (2023)
- Le bonheur est pour demain, regia di Brigitte Sy (2023)
- La passion selon Béatrice, regia di Fabrice Du Welz (2024)
- Maldoror, regia di Fabrice Du Welz (2024)

### Cortometraggi
- Vendetta, regia di Richard Aujard (2003)
- Fumer tue, regia di Antoine Delelis (2013)
- Une charogne, regia di Renaud de Foville (2018)
- Rédemption Zéro, regia di Barabé Bizarre e Oscar Bizarre (2020)
- The Sun Shines Brighter, regia di Lukas Zimmermann (2022)

### Televisione
- La vérité vraie, regia di Fabrice Cazeneuve – film TV (2000)
- Les oreilles sur le dos, regia di Xavier Durringer – film TV (2002)
- New Wave, regia di Gaël Morel – film TV (2008)
- De l'encre, regia di Hamé – film TV (2010)
- Punk, regia di Jean-Stéphane Sauvaire – serie TV (2012)
- Myster Mocky présente – serie TV, episodio 4x01 (2013)
- Malaterra – serie TV (2015)
- Chiami il mio agente! (Dix pour cent) – serie TV, episodio 3x05 (2018)
- À l'intérieur – serie TV (2019)
- Capitaine Marleau – serie TV, episodio 4x01 (2021)
- Fils de - La serie – serie TV (2022)

## Doppiatrici italiane
- Laura Boccanera in La belle histoire, Taxisti di notte, Cannibal love: Mangiata viva
- Roberta Greganti in Al limite
- Cinzia De Carolis in Fino alla follia
- Pinella Dragani in Il tempo dei lupi
- Rossella Acerbo in Betty Blue

## Riconoscimenti
- Fright Meter Awards
  - 2008 – Migliore attrice non protagonista per Inside - À l'intérieur
- Fangoria Chainsaw Awards
  - 2009 – Migliore attrice non protagonista per Inside - À l'intérieur
- Festival du film de Cabourg
  - 2017 – Swann d'or alla migliore attrice per Chacun sa vie